# Jan Swafford
Jan Johnson Swafford (Chattanooga, Tennessee; 10 de septiembre de 1946) es un compositor estadounidense y autor que enseña composición, teoría y musicología en el Conservatorio de Boston y Escritura en la Universidad Tufts. Es autor de respetadas biografía musicales de Charles Ives y Johannes Brahms, y el introductorio Vintage Guide to Classical Music. A menudo se le oye como comentador musical en NPR. 
La música propia de Swafford, que es muy lírica y se mueve libremente entre la tonalidad y la atonalidad, se considera de estilo  Neo-Romanticismo. Hay tanto contribuciones si bien poco evidentes del world music, en especial Hindúes y Balinesas, y del jazz y el blues. Los títulos de sus obras revelan una constante inspiración en la naturaleza y el paisaje. El compositor considera su obra como un tipo de clasicismo: que concierne a la claridad, inmediatez y expresión, o como él lo dice: «música que suena familiar considerando que es nueva, obras que suenan tal como si ellas se escribiesen». 
Notables son sus obras orquestales Landscape with Traveler (1979-80), After Spring Rain (1981-82) y From the Shadow of the Mountain (2001), el quinteto para piano de 1985 Midsummer Variations, el cuarteto para piano de 1989 They Who Hunger, y el trío para piano de 2002 They That Mourn, el último en memoria del 9 de noviembre. Su música ha ganado varios premios entre ellos un NEA Composer Grant, dos del Massachusetts Artists Foundation Fellowships, y una beca de Tanglewood.
En 2017 publicó Beethoven. Tormento y Triunfo, biografía sobre el compositor alemán.